# Kuiper Airborne Observatory

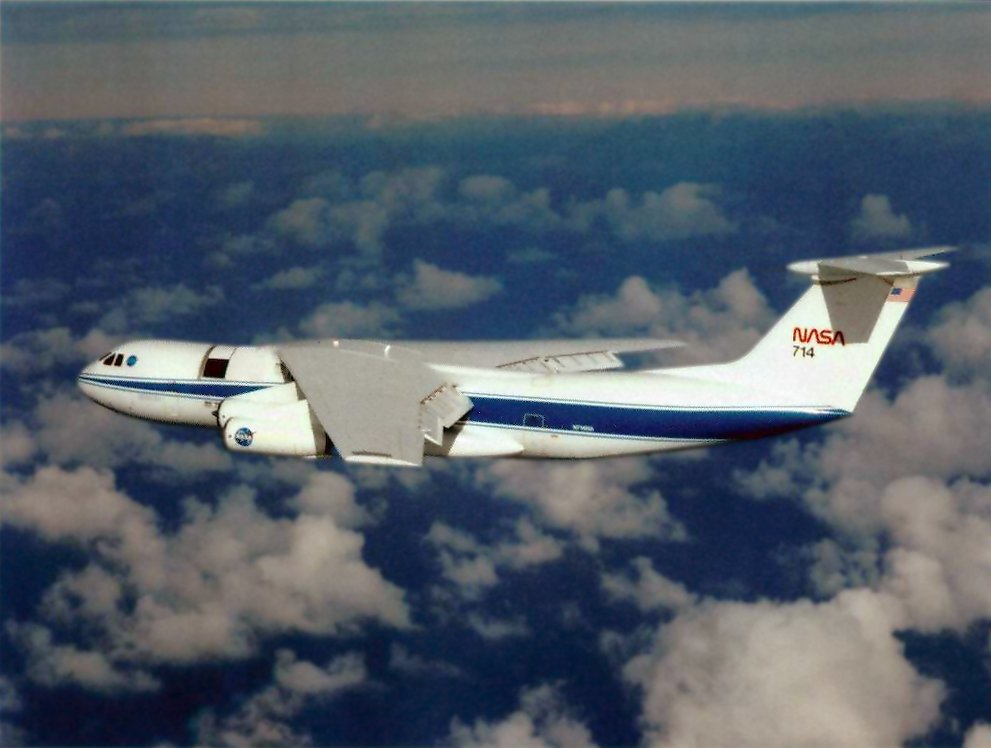
KAO in volo

Il Gerard P. Kuiper Airborne Observatory (KAO) era una struttura nazionale, gestito dalla NASA per sostenere la ricerca in astronomia a raggi infrarossi. La piattaforma di osservazione era un velivolo da trasporto aereo Lockheed C-141A Starlifter altamente modificato (s / n: 6110, la registrazione: N714NA, nominativo: NASA 714), con un'autonomia di 6.000 miglia nautiche (11.000 km), in grado di condurre operazioni di ricerca fino a 48.000 piedi (14 km), tramite un telescopio riflettore con specchio primario del diametro di 91,5 cm.